# Erika Jordan
Pour les articles homonymes, voir Jordan.
Erika Jordan, est une actrice et modèle américaine née le 19 mai 1982 à Ansbach en Allemagne spécialisée dans les films érotiques.

## Filmographie
- 2004 : Hotel Decadence
- 2004 : Gagged by Greed!
- 2004 : Evil Men Chloroform Pretty Girls!
- 2004 : Bare Breasted Bondage Peril
- 2004 : Stripped, Bound and Helpless!
- 2004 : Nice Girls Tied Naked
- 2004 : Chloroformed Pin-Up Girls! (court métrage)
- 2005 : The Weekend Flash (série télévisée) : Weather Girl
- 2005 : Please Don't Hogtie Me
- 2005 : Chloroform Danger!
- 2005 : Bad Times for Good Girls! : Reporter
- 2005 : Frightened Topless Captives (court métrage)
- 2005 : Bad Girls Tease Naked Captives
- 2005 : Debbie Does Dallas... Again (en) : Locker Room Girl
- 2005 : Alley Dogs (téléfilm)
- 2006 : Naughty Neighbors
- 2006 : It Takes Two
- 2006 : Fashion Underground : Model
- 2006 : Naked Heroines Bound for Trouble!
- 2006 : Exquisite Topless Captives : Ball-Gagged Girl
- 2006 : Temptresses Tied Topless!
- 2006 : Battling Ball-Gagged Beauties!
- 2006 : Struggling Bare Breasted Prisoners
- 2006 : Business Beauties in Bondage!
- 2006 : She Loves to Bind Breasts!
- 2006 : Thrilling Tales of Costume Captivity : Construction Worker
- 2006 : I Can't Believe They Tied Me Up!
- 2006 : Totally Busted (en) (série télévisée) : Series Regular
- 2006 : Costumed Heroines in a Bind : Cheerleader
- 2006 : Alluring Wrapped Captives!
- 2007 : Bared, Bound and Tickled All Over
- 2007 : Let's See You Get Loose Now, Honey! (court métrage)
- 2007 : T.K.O. (en) : Exotic Dancer #1
- 2007 : Sin City Diaries (en) (série télévisée) : Sam
- 2007 : Lesbionage 2: Blackstar's Revenge : Eva Ripmapanties
- 2007 : Sexy! Silenced! Wrapped!
- 2007 : Costume Bondage Heroines (court métrage) : Cowgirl
- 2007-2008 : Canoga Park (en) (série télévisée) : Judy Bakeman
- 2008 : Vivacious Victims of Tickle Torment
- 2008 : Casanovas (série télévisée) : Jasmin
- 2008 : The Junkyard Willie Movie: Lost in Transit : Erotic Dancer Salene
- 2009 : Tickle 'Em Til They Squeal
- 2009 : Struggling Starlets' Bondage Peril
- 2009 : Giggling Tickle Chicks (court métrage)
- 2009 : Spicy Wrap Girls (court métrage) : Security Guard
- 2009 : Costume Girls Betrayed and Bound (court métrage) : Security Guard
- 2009 : Sexy Secretaries Bound and Gagged : Secretary
- 2009 : Maid for Bondage (court métrage) : Actress in Jungle Costume
- 2009 : Tough Ties for Hard Working Ladies : Captive
- 2009 : Helpless Heroines Under Restraint : Burglary Victim in Blue Dress
- 2009 : Merry Mummy Holidays (court métrage)
- 2009 : Damsels Dressed in Costumes and Ropes : Stripper Cop
- 2010 : Tape Bound, Volume 8
- 2010 : Born to Be Bound
- 2010 : Secretaries Needed (for Bondage) : Realtor
- 2010 : Completely Helpless Honeys : Captive
- 2010 : Costume Girls Captured on Film : Cowgirl's Abductor
- 2010 : CosWorld: The Beginning : Spy
- 2010 : CosWorld 2 : Spy
- 2011 : Sexy Wives Sindrome (téléfilm) : Diana
- 2011 : Life on Top (série télévisée) : DJ Siren
- 2011 : Barely Legal : Sister Theresa
- 2011 : Naughty Reunion (téléfilm) : Taylor Cassidy
- 2012 : Carnal Candidate Political Kink (téléfilm) : Karen
- 2012 : Celebrity Sex Tape : Debbie Ballard
- 2012 : Shameless (série télévisée) : Medical Patient
- 2012 : Police Cadet Caper : Police Cadet
- 2012 : Nikki Nefarious Bondage Magazine #1 : Erika
- 2012 : Nikki Nefarious Bondage Magazine #2 : Erika
- 2012 : Nikki Nefarious Bondage Magazine #3 : Erika
- 2012 : Dirty Blondes from Beyond (téléfilm) : Tharis
- 2012 : Baby Dolls Behind Bars (de) : Maggie
- 2012 : Piranhaconda (en) (téléfilm) : Dr Masters
- 2012 : Grab and Bind of Erika Jordan: Ropework Massage for a Captive Masseuse : Masseuse
- 2013 : Next Stop for Charlie (série télévisée) : Yasmin
- 2013 : House of Lies (série télévisée) : Hot Date #3
- 2013 : Topless Beauties in a Tight Bind : Erika
- 2013 : Ticklish, Gigglish Girls : Erika
- 2013 : Secretaries in Bondage: Flip for Their Fate : Financial Advisor
- 2013 : Urban Tarzan (en) (série télévisée) : Stage Performer
- 2013 : Zane's the Jump Off (série télévisée) : Jennifer
- 2013 : Criminal Desires (téléfilm) : Kayla Stark
- 2013 : The Squeals of Ticklish Nice Girls (court métrage) : Brunette Tormentor
- 2013 : Double Trouble for Tied Up Girlfriends (court métrage) : Erika
- 2013 : Strippers from Another World (de) : Marge
- 2013 : Costumed Damsels in Bondage Trouble : Brunette Sorceress
- 2013 : Chavez Cage of Glory (en) : Escort
- 2013 : Intergalactic Swingers : Candy
- 2013 : Bound, Gagged and Menaced : Woman in Pin-Striped Jacket
- 2013 : Knotty Couples : Office Invasion Victim
- 2013 : It's Never Enough Tickling (court métrage) : Erika
- 2013 : Bikini Bondage Battle : Model in Black Bikini
- 2014 : Avalanche Sharks : Barb
- 2014 : Operation Repo (en) (série télévisée) : Janelle
- 2014 : Costume Girls Fight for Freedom : Undercover Policewoman
- 2014 : Bondage: Every Which Way But Loose (court métrage) : Woman Tied to Bedboard
- 2014 : Dads (série télévisée) : Harley, la danseuse
- 2014 : She Must Be Bound and Gagged : Pinstripe-Suited Secretary
- 2014 : Stacked Racks from Mars : Vala
- 2014 : Sexy Squirming Squealers (court métrage) : Tickler
- 2014 : Sexy Warriors (téléfilm) : Athena
- 2014 : Bare Breasted Nice Girls Bound for Trouble : Erika
- 2014 : Disguised Damsels in Topless Ties : Housewife
- 2014 : Feisty Bondage Heroines : Business Manager
- 2014 : Bared, Bound and Struggling : Brunette Bound on Bed
- 2014 : After Midnight (en) : Tina
- 2014 : The Thong Detective : The Thong Detective
- 2014 : Weekend Sexcapades (téléfilm) : Serena
- 2014 : Stretch : Escort Salene
- 2014 : Kingdom (série télévisée) : la danseuse Harley
- 2014 : The Gambler : la danseuse érotique
- 2014 : Fantasy Women Battles (série télévisée) : Sariel The Angel
- 2013-2014 : Superbound (série télévisée) : American Spirit
- 2014 : Girls in Bondage : Veteran Bondagette
- 2014 : Scams, Plots and Girls in Knots : Victim of Impersonation
- 2014 : Newsreaders (en) (série télévisée) : la danseuse Harley
- 2014 : The Bondage Agenda : Party Crashers' Victim
- 2014 : Dressed in Ropes : la contrebandier d'antiquité
- 2015 : Bikini Avengers : Lori
- 2015 : College Coeds vs. Zombie Housewives : Judy
- 2015 : Life as a Hot Loser (série télévisée)
- 2015 : Tied Up Together (court métrage) : l'épouse
- 2015 : Sharknado 3: Oh Hell No! (téléfilm) : Harleen Quinn, l'ingénieure de la NASA
- 2015 : True Detective (série télévisée) : Escort
- 2015 : Murder in the First (série télévisée) : l'hôtesse Harley
- 2015 : All American Bikini Car Wash : April
- 2015 : Swinging (série télévisée) : Rachel
- 2013-2015 : The Playboy Morning Show (en) (série télévisée) : Summer Goddess / Empress / Birtha Olivia /...
- 2016 : EuroClub : Jane
- 2016 : Bad Girls Behind Bars : Crazy Ass
- 2016 : Stevie D : Ashley
- 2016 : Vixens from Venus : Piper / Zorax
- 2016 : Model for Murder: The Centerfold Killer : détective Parker
- 2016 : The Love Machine : Ginger
- 2016 : Paranormal Sexperiments (téléfilm) : Lady Dracovich
- 2016 : Escape from Pleasure Planet : Aria
- 2017 : Studio City Kings (série télévisée) : Jasmine